# Hans-Jochen Jaschke
Hans-Jochen Jaschke (ur. 29 września 1941 w Bytomiu, zm. 11 lipca 2023 w Hamburgu) – niemiecki duchowny rzymskokatolicki, biskup pomocniczy Hamburga w latach 1994–2016.
Święcenia kapłańskie otrzymał 28 stycznia 1967. 18 listopada 1988 papież Jan Paweł II mianował go biskupem pomocniczym Münsteru, ze stolicą tytularną Tisili. Sakry biskupiej udzielił mu abp Ludwig Averkamp.
24 października 1994 został przeniesiony do archidiecezji hamburskiej.